# الخواري (جبلة)

تعديل مصدري - تعديل

الخواري محلة تابعة لقرية رعيان، التابعة لعزلة المعشار بمديرية جبلة إحدى مديريات محافظة إب في الجمهورية اليمنية، بلغ تعداد سكانها 40 حسب تعداد اليمن لعام 2004.